# Édouard Ainciart
 (octobre 2015).

a Compétitions nationales et continentales officielles uniquement.

b Matchs officiels uniquement.
Édouard Ainciart, né le 21 décembre 1908 à Bayonne et mort le 11 mars 1980, est un joueur français de rugby à XV. 

## Biographie
Édouard Ainciart a joué avec l'équipe de France et l'Aviron bayonnais au poste de talonneur (1,75 m pour 78 kg). 
Membre des forces françaises combattantes (FFC) section BERYL.
Il a reçu la médaille de l'ordre de la libération le 26 juillet 1947 .

## Carrière de joueur

### En club
- Aviron bayonnais

### En équipe nationale
Il a disputé six tests matches de 1933 à 1938.